# Brighton
Brighton /ˈbraɪtən/ là một khu nghỉ mát ven biển ở bờ biển phía Nam của nước Anh, là một phần của thành phố Brighton và Hove, East Sussex.
Các bằng chứng khảo cổ học cho thấy có người định cư trong khu vực bắt đầu từ thời đại đồ đồng, La Mã và Anglo-Saxon. Khu dân cư "Brighthelmstone" được ghi lại trong Domesday Book (1086). Tầm quan trọng của thành phố tăng lên trong thời Trung Cổ khi Old Town phát triển, nhưng nó bị lụi tàn trong thời kỳ cận đại, bị ảnh hưởng bởi các cuộc tấn công của nước ngoài, bão, một nền kinh tế khủng hoảng và dân số đang suy giảm. Brighton đã bắt đầu thu hút thêm nhiều du khách sau khi cải thiện vận tải đường bộ đến London và trở thành một điểm tập trung cho các tàu thuyền đi du lịch đến Pháp. Thị trấn này cũng phát triển như một khu nghỉ dưỡng tắm biển để chữa bệnh.
Trong kỷ nguyên Georgian, Brighton phát triển như một khu nghỉ mát bên bờ biển thời trang, được khuyến khích bởi sự bảo trợ của Hoàng tử Regent, sau này là Vua George IV, người đã dành nhiều thời gian ở thị trấn và xây dựng Royal Pavilion trong thời đại Regency. Brighton tiếp tục phát triển như là một trung tâm du lịch chính sau sự xuất hiện của đường sắt vào năm 1841, trở thành một điểm đến phổ biến cho các chuyến đi trong ngày từ London. Nhiều điểm tham quan chính được xây dựng trong thời Victoria, bao gồm Grand Hotel, Bến tàu West và Bến tàu Brighton. Thị trấn tiếp tục phát triển vào thế kỷ 20, mở rộng để kết hợp nhiều khu vực hơn vào ranh giới của thị trấn trước khi kết hợp với thị xã Hove để tạo thành chính quyền đơn nhất Brighton và Hove năm 1997, và được nâng lên thành cấp thành phố năm 2000.

## Sách tham khảo
- Antram, Nicholas; Morrice, Richard (2008). Brighton and Hove. Pevsner Architectural Guides. London: Yale University Press. ISBN 978-0-300-12661-7.
- Brighton Borough Council (1985). Borough of Brighton Residents' Handbook (ấn bản thứ 2). Wallington: Home Publishing Co. Ltd.
- Carder, Timothy (1990). The Encyclopaedia of Brighton. Lewes: East Sussex County Libraries. ISBN 0-861-47315-9.
- Collis, Rose (2010). The New Encyclopaedia of Brighton. (based on the original by Tim Carder) (ấn bản thứ 1). Brighton: Brighton & Hove Libraries. ISBN 978-0-9564664-0-2.
- Dale, Antony (1950). The History and Architecture of Brighton. Brighton: Bredin & Heginbothom Ltd.
- Dale, Antony (1976). Brighton Town and Brighton People. Chichester: Phillimore & Co. ISBN 0-85033-219-2.
- Dale, Antony (1986) [1951]. About Brighton: A Guide to the Buildings and Byways of Brighton and Hove (ấn bản thứ 2). Brighton: The Regency Society of Brighton and Hove.
- Gwynne, Peter (1990). A History of Crawley (ấn bản thứ 1). Chichester: Phillimore & Co. ISBN 0-85033-718-6.
- Leslie, Kim; Short, Brian, biên tập (1999). An Historical Atlas of Sussex. Chichester: Phillimore & Co. ISBN 1-86077-112-2.
- Lower, Mark Antony (1864). "The Rivers of Sussex: Part II". Sussex Archaeological Collections. Quyển 16. Lewes: George P. Bacon (for the Sussex Archaeological Society).
- Mawer, A.; Stenton, F.M.; Gover, J.E.B. (1930). The Place-Names of Sussex. Quyển 2. Cambridge: Cambridge University Press.
- Musgrave, Clifford (1981). Life in Brighton. Rochester: Rochester Press. ISBN 0-571-09285-3.
- Robinson, L.J. (1966). The Lanes of Brighton: a Brief Account of the Origins of the Ancient Town of Brighthelmstone. Brighton: The Southern Publishing Co.
- Sampson, Mark (1994). Brighton: History and Guide. Stroud: Alan Sutton Publishing. ISBN 0-7509-0476-3.
- Seldon, Anthony (2002). Brave New City: Brighton & Hove Past, Present, Future. Lewes: Pomegranate Press. ISBN 0-9542587-1-1.
- s.n. (1998). A selection of notes on the History of Hove and Brighton including a History of Hove street names and early maps of Hove. Brighton: Brighton & Hove Libraries.